# Helenwood
Helenwood és una població dels Estats Units a l'estat de Tennessee. Segons el cens del 2000 tenia 846 habitants.

## Demografia
Segons el cens del 2000, Helenwood tenia 846 habitants, 341 habitatges, i 247 famílies. La densitat de població era de 118,3 habitants/km².
Dels 341 habitatges en un 37,5% hi vivien nens de menys de 18 anys, en un 54,8% hi vivien parelles casades, en un 14,7% dones solteres, i en un 27,3% no eren unitats familiars. En el 24,9% dels habitatges hi vivien persones soles el 10% de les quals corresponia a persones de 65 anys o més que vivien soles. El nombre mitjà de persones vivint en cada habitatge era de 2,47 i el nombre mitjà de persones que vivien en cada família era de 2,95.
Per edats la població es repartia de la següent manera: un 27,1% tenia menys de 18 anys, un 11% entre 18 i 24, un 27,8% entre 25 i 44, un 21,6% de 45 a 60 i un 12,5% 65 anys o més.
L'edat mediana era de 34 anys. Per cada 100 dones de 18 o més anys hi havia 85,3 homes.
La renda mediana per habitatge era de 18.148 $ i la renda mediana per família de 21.094 $. Els homes tenien una renda mediana de 26.023 $ mentre que les dones 20.833 $. La renda per capita de la població era de 9.217 $. Entorn del 28,1% de les famílies i el 33,1% de la població estaven per davall del llindar de pobresa.

## Poblacions més properes
El següent diagrama mostra les poblacions més properes.